# 张南溪 (明朝宦官)
张南溪（？—？）是明朝万历时期的御马监掌印太监，身兼的数个职务分别为乾清宮管事、内府供用库掌印太监與御马监掌印太监。其墓位於北京房山區青龍湖鎮北車營村的谷积山上，現僅存石門與石經幢各一座，其中石門的材質為漢白玉，門上方的橫額寫著「內府功用庫掌印南溪張公壽域」。